# Sapieżyn
Sapieżyn (prononciation : [saˈpjɛʐɨn]) est un village polonais de la gmina de Koźmin Wielkopolski dans le powiat de Krotoszyn de la voïvodie de Grande-Pologne dans le centre-ouest de la Pologne.
Il se situe à environ 7 kilomètres au nord-est de Koźmin Wielkopolski (siège de la gmina), à 22 kilomètres au nord de Krotoszyn (siège du powiat) et à 72 kilomètres au sud-est de Poznań (capitale régionale).

## Histoire
De 1975 à 1998, le village faisait partie du territoire de la voïvodie de Kalisz.

Depuis 1999, Sapieżyn est situé dans la voïvodie de Grande-Pologne.